# Dystrykt Suakoko
Dystrykt Suakoko – dystrykt w hrabstwie Bong, w środkowej części Liberii. 
Położony jest 150 km na wschód od stolicy kraju – Monrovii. 
W 2020 łączna powierzchnia lasów w dystrykcie Suakoko wyniosła 129 000 ha, co stanowiło ponad 86% całkowitej powierzchni dystryktu. 

## Demografia
Według spisu ludności z 2008 roku jednostka liczyła sobie 28 277 mieszkańców. Natomiast według spisu ludności przeprowadzonego w 2022 roku, dystrykt ma populację liczącą 44 930 mieszkańców, co czyni go trzecim co do wielkości zaludnienia dystryktem w hrabstwie.
Dane z 2008:
| Opis      | Ogółem | Ogółem | Mężczyźni | Mężczyźni | Kobiety | Kobiety |
| --------- | ------ | ------ | --------- | --------- | ------- | ------- |
| Jednostka | osób   | %      | osób      | %         | osób    | %       |
| Populacja | 28 277 | 100    | 13 847    | 49        | 14 430  | 51      |

Dane z 2022:
| Opis      | Ogółem | Ogółem | Mężczyźni | Mężczyźni | Kobiety | Kobiety |
| --------- | ------ | ------ | --------- | --------- | ------- | ------- |
| Jednostka | osób   | %      | osób      | %         | osób    | %       |
| Populacja | 44 930 | 100    | 22 516    | 50,1      | 22 414  | 49,9    |

## Sąsiednie dystrykty
Jorquelleh, Sanoyeah, Yeallequelleh, Zota